# Vic Tokai
Vic Tokai Corporation (株式会社 ビック 東海) est une société japonaise de télécommunication spécialisé dans le câble et la téléphonie. Son siège social se trouve dans l'arronssement Aoi-ku de la ville de Shizuoka dans la préfecture du même nom. Société productrice de jeux vidéo dans les années 1980 et 1990, notamment sur les premières consoles Nintendo.

## Histoire
Fondée en 1977, elle prend le nom de Vic Tokai en 1978. En 1983, elle a commencé à développer des applications graphiques et en ligne pour les ordinateurs de bureau. En 1988, la société a également lancé son premier logiciel de conseil en systèmes. Puis 10 ans plus tard, en 1998, Vic Tokai a développé sa gamme de propduits qui a pour but d'aider les entreprises à développer leur intranet.
En avril 2000, Vic Tokai a fusionné avec une autre société de télévision par câble qui fournit des services de connexion à Internet. Par conséquent, Vic Tokai est immédiatement passée au statut de fournisseur de services Internet et, un an plus tard, en avril 2001, elle est entrée sur le marché de l'ADSL.
Au fur et à mesure que l'entreprise prend de la croissance, Vic Tokai gagne sa place dans la bourse du JASDAQ en juin 2002. Le 1er avril 2011, Vic Tokai et sa société mère à l'époque Tokai Corporation ont créé conjointement Tokai Holdings Corporation, une nouvelle entité chargée de superviser les opérations des deux sociétés (ainsi que d'autres filiales),. En octobre de la même année, Vic Tokai a été rebaptisée Tokai Communications après avoir absorbé les activités d'information et de télécommunications de Tokai Corporation. En avril 2012, les activités de télévision par câble de Tokai Communications sont transférées dans une nouvelle société appelée Tokai Cable Network.

### Jeu vidéo
Tous les jeux vidéo qui furent développés à l'interne par Vic Tokai ont été créés en collaboration avec sa société sœur Sunseibu Entertainment. Le duo Vic Tokai/Sunseibu a débuté en 1984 en dévelopant des jeux d'arcade pour Sega. Vic Tokai/Sunseibu s'est ensuite lancé sur le marché de consoles. Ils dévelopent des jeux vidéo pour les consoles de Nintendo (publiés par Vic Tokai) et les consoles de Sega (publiés par Sega même). Au début des années 1990, Vic Tokai, qui avait jusqu'à date toujours publié des jeux vidéo uniquement pour les consoles de Nintendo, obtient une licence de Sega afin de sortir des titres sur sa console Genesis.

## Liste des jeux vidéo
- Aerostar
- Aigiina no Yogen: From the Legend of Balubalouk
- Aigina's Prophecy
- All-Pro Basketball
- Amagon
- Battle Mania Daiginjou
- Block Gal
- Bump 'n' Jump
- Chester Field: Ankoku Shin e no Chosen
- Clash at Demonhead
- Conflict
- Columns III: Revenge of Columns
- Criticom
- Daedalian Opus
- Dark Rift
- Dark Seed
- Decap Attack
- Diggers 2: Extractors
- Flink
- The Gene Machine
- Golgo 13: Top Secret Episode
- Kick Off 3
- Kid Kool
- Kidō Sōkō Dion
- King Salmon
- The Krion Conquest
- Laplace no Ma
- The Mafat Conspiracy
- Psycho Fox
- SOS
- The Scroll
- Secret Ties
- Shien's Revenge
- Shinseiki Odysselya
- Shinseiki Odysselya 2
- Shinobi X
- SilverLoad
- Socket
- Super Air Diver
- Super Conflict
- Time Slip
- Top Gear 2
- Trouble Shooter
- Whip Rush
- Yumemi Mystery Mansion